# Кузнецов, Лев Фёдорович
Лев Фёдорович Кузнецо́в (1 июня 1930, Москва — 16 марта 2015) — советский фехтовальщик, двукратный бронзовый призёр Олимпийских игр. Заслуженный мастер спорта СССР, заслуженный тренер СССР.

## Биография
На Олимпиаде в Хельсинки выступал в соревнованиях саблистов — в индивидуальном и командном первенствах. На следующих Играх выиграл две бронзовые медали в тех же дисциплинах.
Трижды серебряный и дважды бронзовый призёр чемпионатов мира в командной сабле. Победитель Спартакиады 1959 года.
После завершения карьеры в 1963 году перешёл на тренерскую работу. Возглавлял сборную команду саблистов на пяти Олимпиадах: в 1964, 1968, 1972, 1980 и 1988 годах.

## Награды
- Орден «Знак Почёта» (27.04.1957) — «за успехи, достигнутые в деле развития массового физкультурного движения в стране, повышения мастерства советских спортсменов, и успешное выступление на международных соревнованиях»